# Frankfurter Schule
De Frankfurter Schule is een Duitse sociologische en filosofische stroming in de hedendaagse filosofie die ontstond in de eerste helft van de 20e eeuw en zich bezighoudt met de maatschappijkritische, neomarxistische, kritische theorie. De stroming heeft zich ontwikkeld als deel van het Institut für Sozialforschung te Frankfurt.
De term kritische theorie verwijst naar de titel van het programmatische opstel Traditionelle und kritische Theorie (Traditionele en kritische theorie) van Max Horkheimer uit 1937. Als het belangrijkste werk van de Frankfurter Schule geldt de door Horkheimer en Theodor W. Adorno in de jaren 1944 tot 1947 gezamenlijk geschreven essaybundel Dialektik der Aufklärung (de dialectiek van de verlichting).

## Geschiedenis

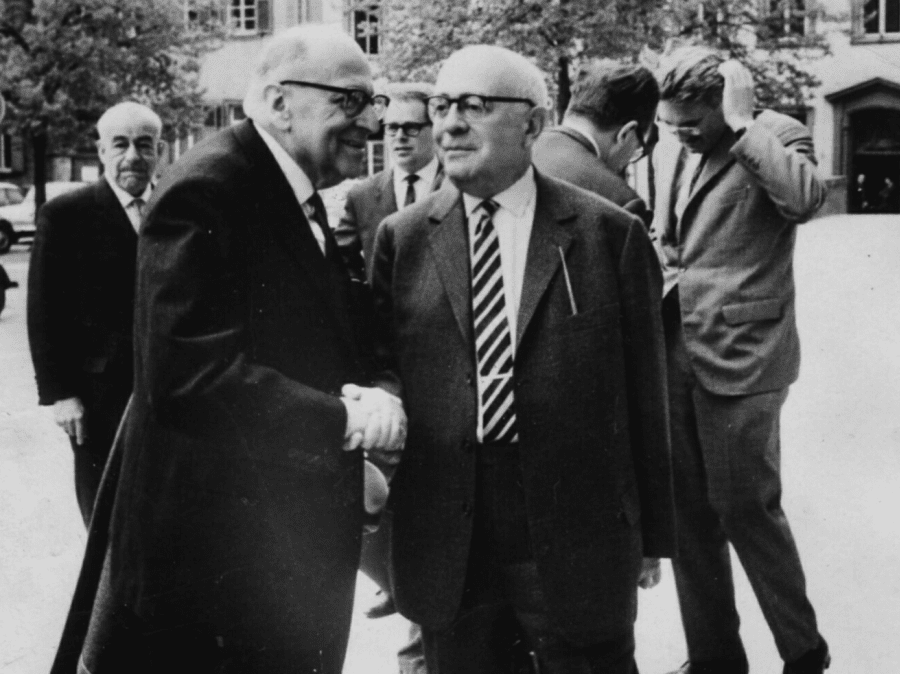
Horkheimer & Adorno

De Frankfurter Schule ontstond uit het Instituut voor Sociaal Onderzoek (Institut für Sozialforschung, IfS) van de universiteit van Frankfurt. Het werd oorspronkelijk in 1924 door Felix Weil gesticht en stond in zijn eerste jaren onder de leiding van Carl Grünberg. In 1932, onder de leiding van Max Horkheimer (die de leiding overnam vanaf 1931, nadat Grünberg door ziekte getroffen werd), ontstond het Zeitschrift für Sozialforschung als theoretische orgaan van het instituut. In dit tijdschrift formuleerden de leden van het instituut ideeën en hielden ze discussies rond wat later bekend zou staan als de "Kritische Theorie". Deze Kritische Theorie kan bestempeld worden als een onorthodoxe voortzetting van het marxisme in combinatie met andere disciplines, waaronder de psychoanalyse van Sigmund Freud.
Tot het instituut behoorden onder andere Theodor W. Adorno, Herbert Marcuse, Erich Fromm, Leo Löwenthal, Franz Neumann, Otto Kirchheimer en Friedrich Pollock. Ook Walter Benjamin die gedurende zijn emigratie door het instituut financieel ondersteund werd, leverde aanzienlijke bijdragen.
Het instituut werd in 1933 door de nazi's gesloten, en vele leden besloten om Duitsland te ontvluchten. Ze hadden dit dreigend gevaar echter al eerder opgemerkt en hadden hun bezittingen al ondergebracht in Nederland, en hadden ook een filiaal in Genève. Zo werd de hoofdzetel dan ook in 1933 naar Genève verplaatst. Uiteindelijk moest het instituut, met een tussenstop in Parijs, emigreren naar de Verenigde Staten. Het zou aan de Columbia-universiteit opnieuw gesticht worden door Horkheimer. Tijdens deze ballingschap, werkten Adorno en Horkheimer onder andere aan hun onderzoek naar het autoritaire karakter van de Duitse samenleving, waarin Adorno de basis zag van het Duitse fascisme. Dit resulteerde uiteindelijk in het werk The Authoritarian Personality (1950).
Na de terugkeer van de leden naar de universiteit van Frankfurt in 1950, werd de Frankfurter Schule belangrijk voor de protesten van '68, en zette haar stempel op de Duitse academische sociologie, die zo meer in de richting van een Kritische Theorie ging. Nog steeds onder het toeziend oog van Horkheimer zou de Frankfurter Schule zich uitbouwen tot een instituut dat interdisciplinair werk verrichtte.
De ervaring van het nationaalsocialisme en de Holocaust hebben hun definitieve stempel op het werk van de leden gedrukt. De vertegenwoordigers van de Kritische Theorie, en vooral Adorno, zouden zich na de Tweede Wereldoorlog voornamelijk bezighouden met welke effecten een dergelijke catastrofe op het filosofische denken, maatschappijkritiek en de rol van de rede heeft.
Als voornaamste opvolgers van Adorno en Horkheimer, worden Jürgen Habermas en Oskar Negt gezien. Hun Kritische Theorie wordt in contrast met de oude Kritische Theorie, ook als de "jongere Kritische Theorie" bestempeld, en erkent significante verschillen tussen beide. Alfred Schmidt neemt in verband met dit onderscheid echter wel een speciale plaats in.

## Prominente leden
- Max Horkheimer
- Walter Benjamin
- Theodor Adorno
- Herbert Marcuse
- Jürgen Habermas
- Alfred Schmidt
- Karl Wittfogel
- Erich Fromm